# Принцип
При́нцип (осно́ва, нача́ло, первонача́ло) (от лат. principium, греч. αρχή — дословно «первейшее») — постулат, утверждение, на основе которого создают научные теории и законы, юридические документы.
В качестве основополагающего утверждения как в Ньютоновской механике так и Теории Относительности Эйнштейна используют принцип относительности. В повседневной жизни люди руководствуются принципами (или по-другому — ценностями) при выборе своего поведения или реакции на то или иное социальное явление или норму. Учёные, инженеры используют принципы как помощь в оценке окружающей действительности, например, принцип Оккама указывает, что объяснение феномена не должно включать слишком много новых идей и сущностей, а принципы Мёрфи диктуют инженерам не увеличивать количество критически важных частей в механизме. В философии вместо словосочетания «принцип Оккама» часто используют специальный термин «бритва». В современном понимании понятие принципа часто отождествляют с понятиями каприза, упрямства, самодурства. Человек может поступать «из принципа» не так, как поступили все. К примеру, все в холодную погоду одеваются тепло, а некто «из принципа» вышел на улицу в майке. В данном случае речь идёт не о принципиальности. Это следует трактовать скорее, как частицу разговорной речи, нежели уместно употреблённый термин. Данное выражение, несёт окраску упрямства и противоречивости, которая свойственна «принципу» как предмету философской дискуссии.

## Определение

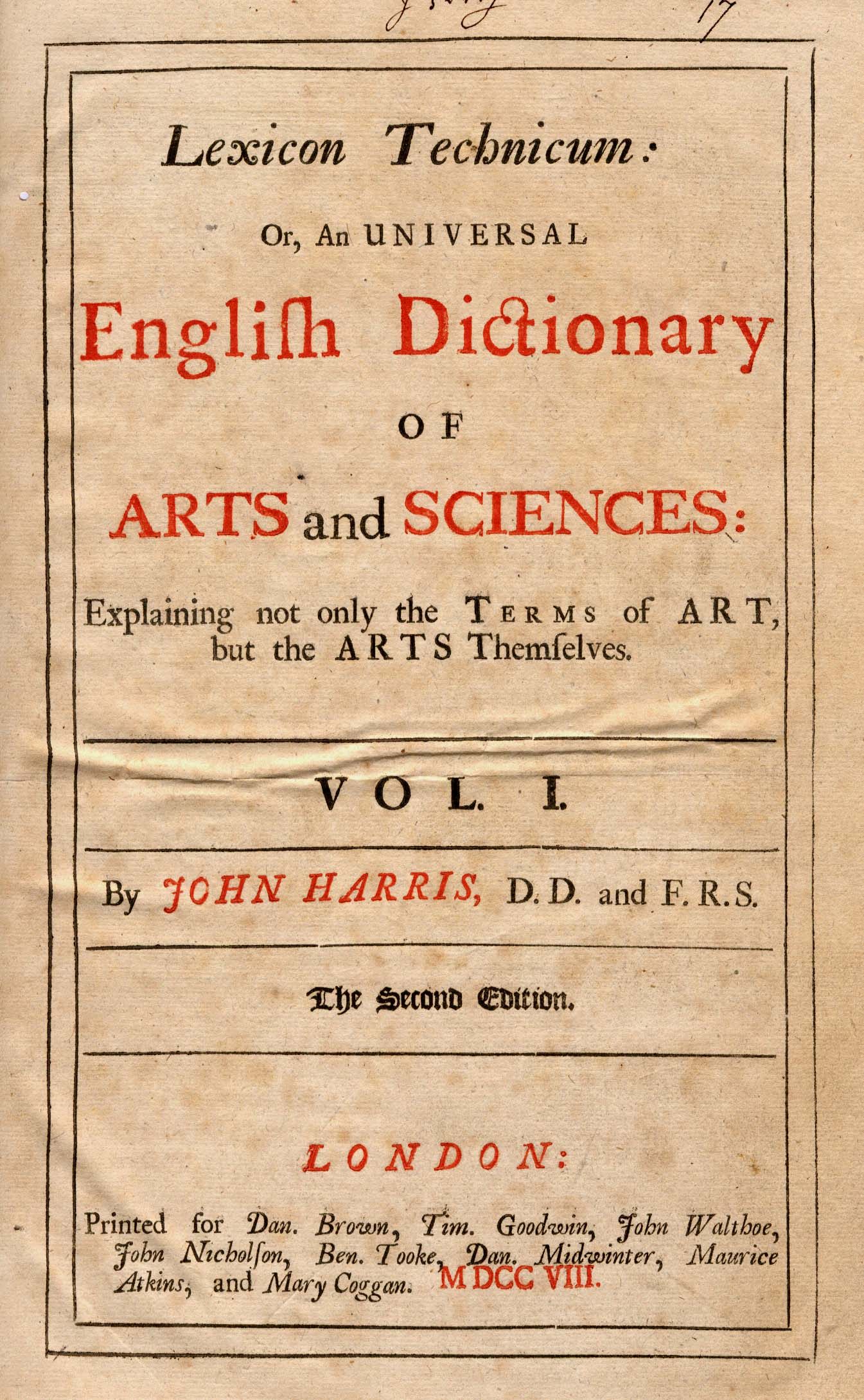
Lexicon Technicum, обложка второго издания, 1708 год

Слово «принцип» происходит от латинского prīnceps — «первый», иногда его заменяют русским словом «начало», как произошло при переводе знаменитой книги Исаака Ньютона «Philosophiæ Naturalis Principia Mathematica» — «Математические начала натуральной философии». Согласно этимологии термин «принцип» относят к началам или основным положениям, но уже в 18 веке под этим словом подразумевали несколько различных смыслов. Так, английский учёный Джон Харрис (1666—1719) в своей энциклопедии «Lexicon Technicum» писал:
Слово это обычно используется очень общо; иногда оно означает тоже что и Максима, Аксиома или Удобное Правило, согласно которому следует действовать … Иногда оно означает "вещь самоочевидную, как если бы оно было общеизвестно … Иногда оно значит тоже, что и Рудименты или Элементы; как, например, когда мы говорим «Принципы Геометрии» … И в химии особенно, оно означает первичные составляющие и компоненты Частиц, из которых созданы все тела. 
Томас Бландевиль в своей книге The Arte of Logick в 1617 году дал общую классификацию различных типов принципов и следующее определение самому общему понятию «принцип»: 
Верное высказывание, самоочевидное и не требующее других доказательств.
Сэр Исаак Ньютон широко применял термин «принцип» в своих работах, но при этом использование этого понятия было строго регламентировано.

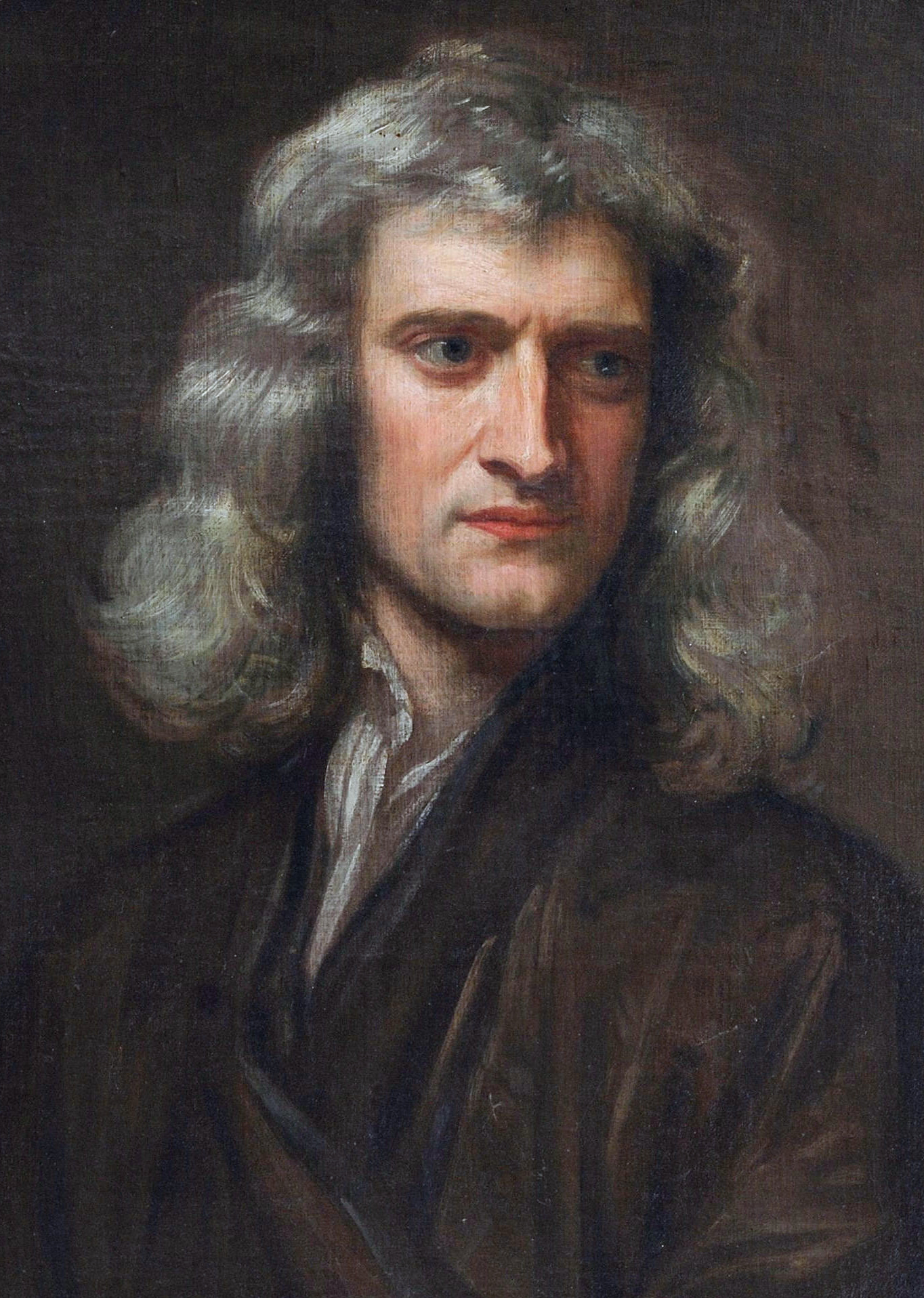
Сэр Исаа́к Нью́тон часто использовал термин «принцип» в своих работах

Согласно Ньютону «принцип» — это утверждение, которое соответствовало двум критериям:
1. Это утверждение было сформировано на основе экспериментов и наблюдений за каким-либо явлением (феноменом).
2. Это утверждение будет использовано как «начало» (то есть отправная точка) для дальнейших выводов и умозаключений.

Таким образом, принцип для Ньютона отличается от утверждения тем, что он служит основой, началом на котором держатся последующие утверждения. Этот подход довольно хорошо соотносится с происхождением слова «принцип» лат. principium — «первый». Следовательно, для Ньютона «принцип» — это «первое утверждение», приобретённое из опыта, являющееся фундаментом, на котором строятся дальнейшие («вторые», «третьи») утверждения.

При этом сам «принцип» не обязательно должен определять причину явления (феномена), в наблюдении за которым он и был сформирован. Известно, что, выдвинув принцип всемирного тяготения, Ньютон не предпринимал попыток объяснить это явление, а лишь описывал его и использовал для вывода своей механики. Так в своём труде по оптике Ньютон писал: 
Но вывести два или три общих Принципа Движения из Феноменов, и после сказать, как Свойства и Действия всех вещественных Тел следуют из тех выведенных Принципов, будет великим шагом в Философии, хотя Причины этих Принципов пока не были найдены: И посему я не решаюсь предложить Принципы Движения более тех, что уже были мной упомянуты выше, они довольно всеобъемлющи и причины их существования ещё должны быть найдены.
Следует заметить, что Ньютон использовал понятие «принципа» по-своему, что сильно отличалось от использования «принципа» в античной философии или у его современников; достаточно посмотреть определение этого понятия у Джона Харриса (см. выше). Значение слова «принцип» в современной физике немного изменилось, и сейчас «принципы Ньютона» часто называются «законами Ньютона».

Более современные авторы дают следующее определение термина «принцип»:
Принцип — это посылка, выраженная естественным языком, имеющая обобщающий характер. Обычно обобщение отмечается использованием соответствующих кванторов, таких как «для всех X, что соответствуют условиям, Y есть правда».
Известный юрист Пол Шолтен дал такое определение принципу:
Юридический принцип — это высказывание, которое для нас (людей определённого времени и страны, с определённой системой законов) является само собой разумеющимся.
И. Фишер в своей книге писал:
Основное отличие научного принципа в том, что он всегда условен; форма, в которой выражается принцип, такова: «Если А верно, то Б тоже верно». В этом плане принцип отличается от факта, который всегда выражается в безусловной форме, например, «Б есть правда». Наука в основном занимается установлением принципов.

## Виды принципов

### Научный принцип
Научный принцип — это некий мета-закон (над-закон), то есть он не выражает какой-то конкретный закон природы, но выражает некое указание, которому должны следовать законы природы. Это некий остов или несущая конструкция, на которой строится та или иная физика.
Самый яркий пример такого остова — это принцип относительности Галилея; относительность движения объектов не является физическим законом. Относительность — это способ организации своих наблюдений за природой. Принцип относительности — это основа, на базе которой следует строить свои наблюдения за миром. Данный научный принцип позволил физикам дать точное определение таким понятиям как:
- Система отсчёта
- Скорость физического тела
- Покой физического тела

Установление принципа относительности Галилео Галилеем является одним из великих достижений физики, которое позволило сэру Исааку Ньютону сформулировать свои законы. Так Ньютон ввёл новый принцип, которому следует придерживаться, когда нужно понять динамическую суть движения — принцип инерциальной системы отсчёта — это указание, которое определяет как следует выбирать точку наблюдения за физическими объектами в Ньютоновой механике.
Научные принципы не являются случайно выбранными предположениями о сути вещей, а наоборот они являются тяжело добытой выжимкой из широкого спектра эмпирических наблюдений. Научные принципы в первую очередь служат для организации измерений, наблюдений и исследований, и лишь во вторую очередь они служат «законами», из которых можно вывести адекватные следствия.

### Юридический принцип

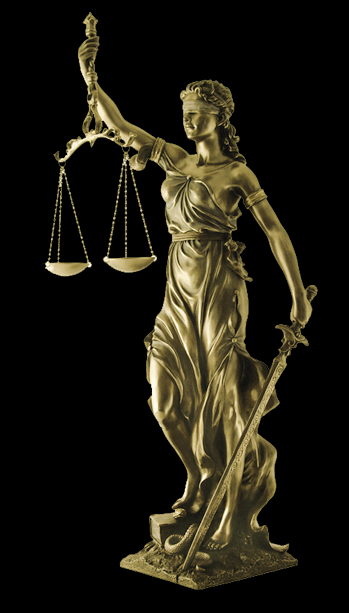
Статуя, олицетворяющая принцип равенства всех перед законом

Представляет собой указание на то, что следует считать «правовой основой», на которой будут создаваться конституция, законы, постановления, указы, которые управляют повседневной жизнью людей, взаимодействием граждан с властью и государством. К таким принципам относят:
- Принцип равенства всех перед законом
- Принцип разделения власти
- Принцип презумпции невиновности
- Принцип законности
- Принцип ответственности за вину

### Оценочный принцип
Это высказывание, в котором явно дана оценка определённой ситуации. Принцип относится к оценочным, когда включает в себя утверждение о «хорошем» или «плохом», о «лучшем» или «худшем», о «желаемом» или «не желаемом».

### Нормативный принцип
В практической философии, этике, принцип есть норма, правило поведения. Эта норма поведения может быть всеобщей, то есть общественной, или частной. Принцип считают нормативным, если его содержание включает в себя указания на то, как и когда следует поступать. Нормативные принципы часто содержат деонтические операторы такие как «следует», «можно», «возможно», «обязательно», «верно», «неверно».
Классическими примерами нормативных принципов являются:
- Золотое правило нравственности — «Относись к людям так, как хочешь, чтобы относились к тебе». Близким к этому принципу является категорический императив Канта
- Принцип полезности Бентама — «Действие верно, если оно максимизирует совокупную полезность»
- Принципы справедливости Ролза. Они полагают, что
  - Принцип равной свободы — «каждый индивид должен обладать равным правом в отношении наиболее общей системы равных основных свобод, совместимой с подобными системами свобод для всех остальных людей»
  - Социально-экономическое неравенство допустимо тогда и только тогда, когда «они делают открытыми для всех должности и положения в условиях честного равенства возможностей» и «ведут к наибольшей выгоде наименее преуспевших, в соответствии с принципом справедливых сбережений»[4]

### Положительный или утверждающий принцип
Принципы без оценочного или нормативного содержания считают принципами «положения» или «положительными». Такие принципы часто встречаются в науке, например, принцип возрастания энтропии сводится к положению или утверждению, что «энтропия изолированных систем неизменно возрастает при всяком изменении их состояния и остается постоянной лишь при обратимом течении процессов».

### Разница между нормативными и положительными принципами
Утверждение «Государство должно обеспечить всех граждан основными услугами здравоохранения» является одновременно нормативным принципом (из-за использования слова «должно»). Следует заметить, что для нормативных утверждений (принципов) часто не существует способа проверить правдивость. Так невозможно доказать — нужно ли государству предоставлять услуги здравоохранения или нет, ведь это утверждение основано на мнениях о роли государства в жизни гражданина, о важности здравоохранения как такового и о том, кто должен за это платить.
Предложение «Государственная система здравоохранения всегда увеличивает общественные траты» является утвердительным и, так как оно может быть доказано или опровергнуто на основе наблюдений, то оно относится к положительным (утверждающим) принципам или, что аналогично, к «экономическим законам».

## Наборы принципов

### Конституция
Конституция устанавливает наиболее важные нормы (нормативные принципы) и принципы, из которых потом вырастает детальное правовое регулирование в различных формах.
Любая кодифицированная конституция содержит стремящийся к системности набор явных и неявных принципов. Они выражают концепцию, замысел, намерение всей конституции. По существу они выражают содержание конституции в концентрированном виде.
В Конституции РФ её явные принципы сформулированы в первой главе — «Основы конституционного строя». Это не только базовые ценности («нормы-цели»), на которые в той или иной мере должно ориентироваться государство; это и так называемые «нормы-принципы», которым должны подчиняться органы законодательной и исполнительной власти, которые могут и должны защищаться и применяться судом и из которых могут вытекать субъективные права и юридические обязанности. Далее они в той или иной мере конкретизируются в соответствующих статьях Конституции как принципы, проходящие сквозной идеей через все её главы.

### Этика
Это набор оценочных принципов, которые указывают на то, что следует считать «хорошим» поведением человека. Такие принципы часто ссылаются на уважение к человеческому достоинству. Основные измерения:
1. «Автономность» — указание на то, что следует уважать самоопределение другого человека.
2. «Благополучие» — указание на то, что следует уважать счастье, здоровье и умственную целостность другого человека.
3. «Общественная справедливость» — указание на то, что следует справедливо распределять товары и услуги среди членов общества.[10]

## Разница между законом и принципом
Принцип отличается от закона тем, что закон — это точное (часто выраженное в количественном виде), применимое только к конкретной области знания утверждение о природе вещей, а принцип — это некое общее утверждение, имеющие максимально широкую сферу применения, которая может выходить за рамки отдельных областей знания.
Другими словами научные принципы — это общие для различных сфер жизни положения протекания изучаемых явлений. Ричард Фейнман так описал взаимоотношение принципов и законов: «Многообразие отдельных законов пронизано некими общими принципами, которые так или иначе содержатся в каждом законе».
Для примера можно рассмотреть Принцип Энтропии и Закон Всемирного Тяготения Ньютона. Так принцип энтропии распространяется на множество областей знания — учёные руководствуются им при работе в таких областях как квантовая механика, классическая механика, биология, генетика, космология, термодинамика, лингвистика, информатика, химия, философия и так далее. В то же время классическая теория тяготения Ньютона (в своей первоначальной форме) используется почти исключительно только в ньютоновой механике и мало используется в других отделах физики.

## Разница между концепцией и принципом[4]
Понятие «концепция» не следует путать с понятием «принцип». Содержание суждения является главным отличием принципа от концепции, которая лишь предлагает способ категоризации объектов.
Содержание суждения — это множество всех логических выводов, следующих из самого суждения. Иногда содержание суждения может зависеть от дополнительных предположений, которые были сделаны для и до выдвижения основного тела принципа. Например, содержание принципа может быть правдой или ложью; концепция же лишь категорирует объекты и таким образом может быть более или менее полезна, удобна или более или менее подходящей. Концепция сама по себе не может быть истиной или ложной. Так мы можем быть заинтересованы в концепции для того чтобы использовать её в выражении или формулировке нормативного или оценочного принципа.
Для иллюстрации рассмотрим концепции «красного», «зелёного» или «треугольного» — ни одна из этих концепций не может считаться истиной или ложной. Только предложения, в которых встречаются истинностные значения, такие как «помидоры красные» (истина), «снег зелёный» (ложь), и «прямоугольники треугольны» (ложь).
Ещё можно рассмотреть предложения: «Мы должны уважать свободу слова» или «Мы должны принимать решения демократическим путём». Эти предложения используют концепции «свободы слова» и «демократии» в своих формулировках. Но ни «демократия» ни «свобода слова» сами по себе не могу быть оценены с точки зрения истинности или ложности. С другой стороны оба этих предложения выражают (в довольно свободной манере) принципы, которые мы уже можем проверить на истинность. Так мы можем сказать придерживается ли то или иное общество принципов уважающих свободу слова, другими словами мы можем сказать является ли принцип верным или ложным.
Простыми словами, концепция — это строительный материал, из которого создаются принципы и теории.

## История
В теоретической философии то, чем объединяется в мысли и в действительности известная совокупность фактов.
Поиском принципа или архэ, как основания всего сущего открывается история древнегреческой философии. Философы милетской школы в качестве принципа выдвигали: Фалес — воду, Анаксимандр — апейрон (беспредельное), Анаксимен — «неопределённый воздух».
Найти такой принцип, который действительно содержал бы в себе основание для всего существующего, составляет задачу многих философских систем. Идеальное требование или норма метафизического принципа сводится к следующему: такой принцип должен обладать наибольшим внутренним единством и наибольшей полнотой содержания, и связь его с тем, что из него объясняется, должна быть наиболее ясной и внутренней обязательностью.